# Megalomys desmarestii
Megalomys desmarestii är en utdöd däggdjursart som först beskrevs av Johann Baptist Fischer 1829.  Megalomys desmarestii ingår i släktet jätterisråttor, och familjen hamsterartade gnagare. IUCN kategoriserar arten globalt som utdöd. Inga underarter finns listade.
Arten levde i Västindien på Martinique. Den vistades där i skogar och jordbruksmark. Megalomys desmarestii utrotades troligen av introducerade manguster.